# شیوله
شیوله (به لاتین: Şivlə) یک منطقه مسکونی در جمهوری آذربایجان است که در شهرستان لریک واقع شده است. شیوله ۶۲۱ نفر جمعیت دارد.